# 로버트 웨스텐버그
로버트 웨스텐버그(Robert Westenberg, 1953년 10월 26일 ~ )는 미국의 배우, 텔레비전 배우이다.
마이애미비치에서 태어났다.

## 영화
- 아이스 스톰 (1997년)
- 비포 앤 애프터 (1996년)
- 헨리에타의 별 (1995년)
- 브릿지 부부 (1990년) - 루스의 남자친구 역
- 원 라이프 투 리브 (1968년)